# Manitoba Census Division No. 23
Die Census Division No. 23 in der kanadischen Provinz Manitoba gehört zur North Region. Sie hat eine Fläche von 242.363,8 km² und 8971 Einwohner (Stand: 2016). 2011 betrug die Einwohnerzahl 8590.

## Census Subdivisions
Im Folgenden die "Census Subdivisions" („Zensus-Untergliederungen“) der Division No. 23 mit Stand vom Census 2016.
- Black Sturgeon (Indian reserve)
- Brochet 197 (Indian reserve)
- Churchill (Town)
- Churchill 1 (Indian reserve)
- Division No. 23, Unorganized (Unorganized)
- Fox Lake 2 (Indian reserve)
- Gillam (Town)
- Gillam (Indian Settlement)
- Granville Lake (Indian Settlement)
- Lac Brochet 197A (Indian reserve)
- Leaf Rapids (Town)
- Lynn Lake (Town)
- Pukatawagan 198 (Indian reserve)
- Shamattawa 1 (Indian reserve)
- South Indian Lake (Indian Settlement)
- Split Lake (Part) 171 (Indian reserve)